# Lyft

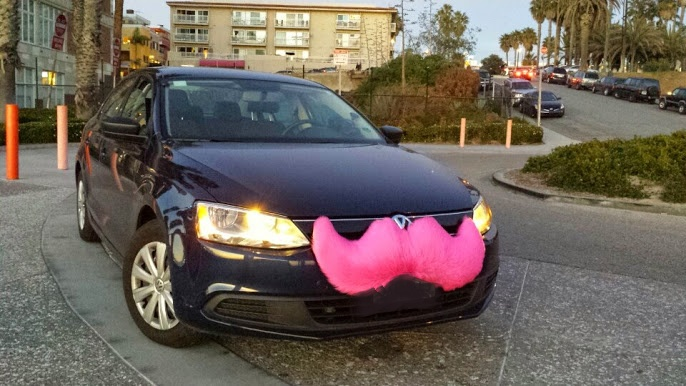
Een grote roze snor werd ingezet als marketing voor Lyft.

Lyft, Inc. is een Amerikaans vervoersbedrijf dat onder meer taxidiensten, huurauto's en deelsteps aanbiedt, en deelfietsen in de Verenigde Staten. In 2024 regelde Lyft ruim 800 miljoen 'rides'. Ook kan er via Lyft maaltijden worden bezorgd.
Prijzen worden via een dynamisch systeem bepaald, afhankelijk van de vraag en aanbod op het moment van boeken. Het bedrijf heeft geen eigen chauffeurs in dienst. In plaats hiervan werken alle medewerkers als zelfstandige en worden zij ingehuurd door Lyft.

## Geschiedenis
Lyft startte in 2012 onder de naam Zimride en werd opgericht door de computerprogrammeurs Logan Green en John Zimmer. Het was aanvankelijk bedoeld om met andere mensen te kunnen carpoolen.
Een jaar later werd de naam veranderd naar Lyft. In maart 2019 maakte het bedrijf een beursgang en wist 2,34 miljard dollar op te halen tijdens een investeringsronde.
In 2020 moest het bedrijf tijdens de wereldwijde coronapandemie een groot deel van het personeelsbestand inkrimpen. Lyft ging eind dat jaar samenwerken met autoverhuurder Sixt.
In april 2023 werd opnieuw bijna een kwart van de arbeidsplaatsen geschrapt.